# Francis Gymnasium
Le Francis Gymnasium est un gymnase construit dans le style Tudor appartenant au complexe sportif de l'université Washington de Saint-Louis. Il fait partie du Danforth Campus (en) qui est le campus principal de l'université.
Comme le Francis Field, il est nommé en hommage à David R. Francis, qui fut notamment président de l'Exposition universelle de 1904 (Louisiana Purchase Exposition) organisée à Saint-Louis. Construit en 1903 pour cet évènement, le Francis Gymnasium est un des sites de compétition durant les Jeux olympiques de 1904. Il accueille les épreuves de boxe et d'escrime.
Il est actuellement utilisé par les équipes sportives de l'université.

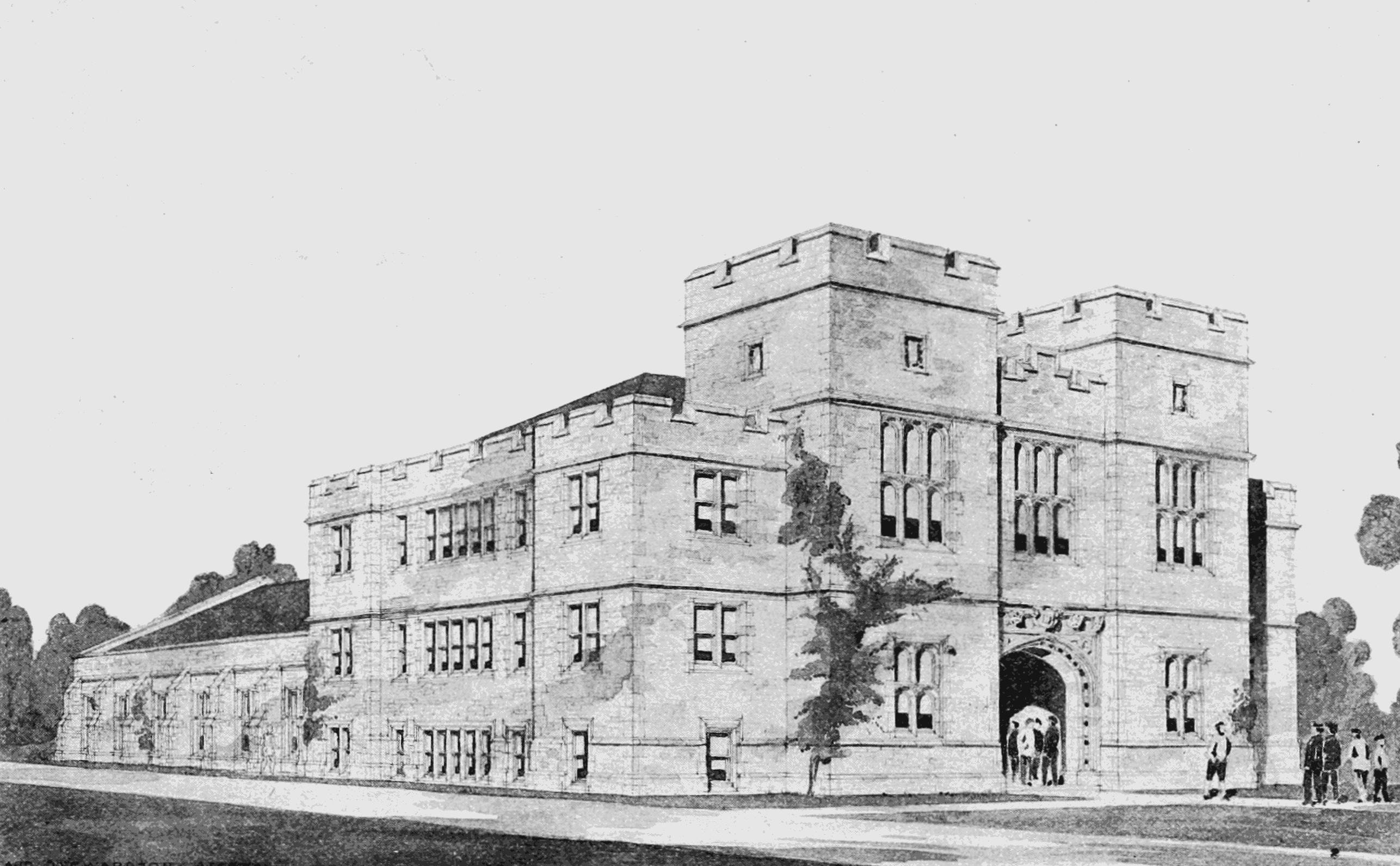
Dessin du Francis Gymnasium.
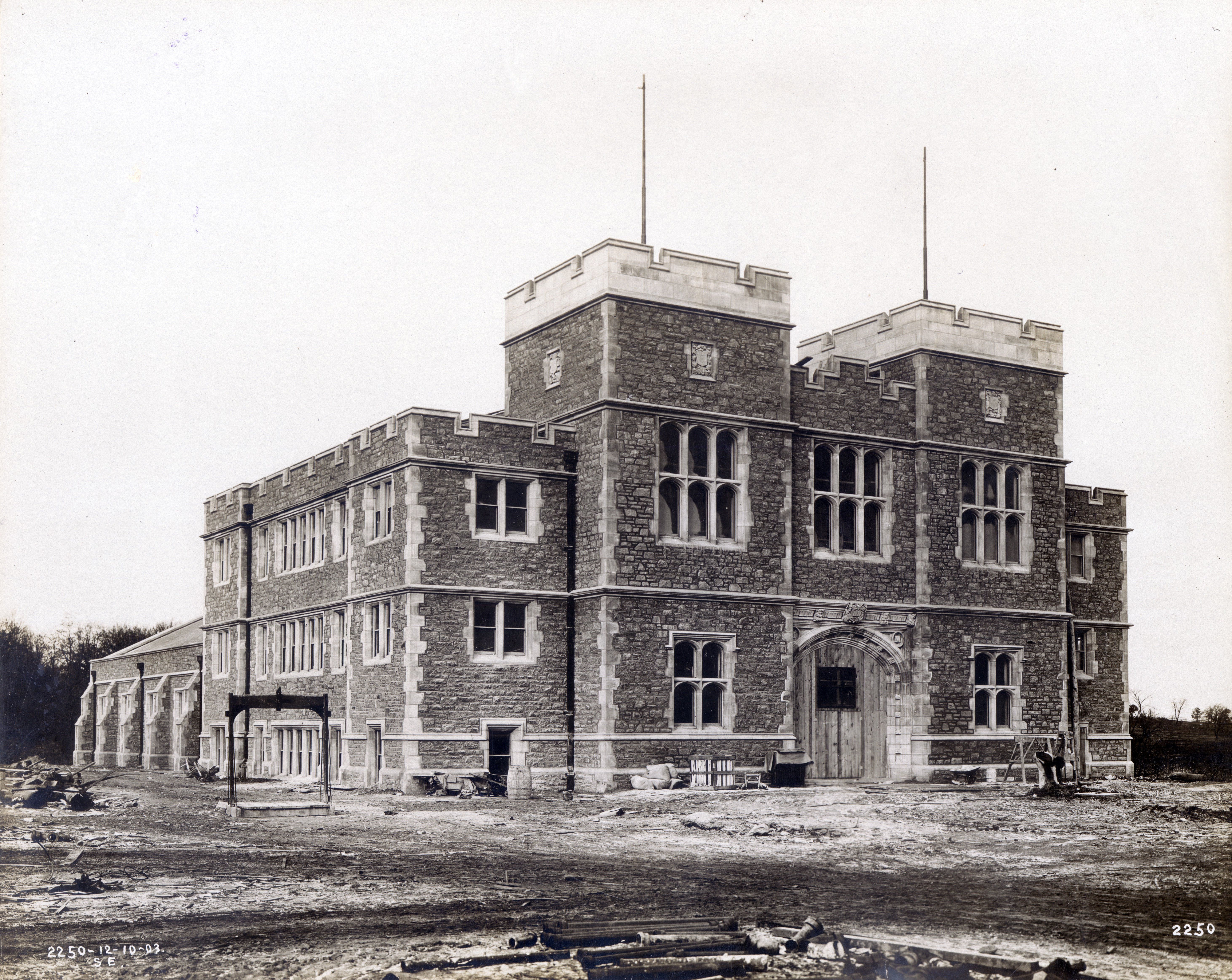
Le Francis Gymnasium en décembre 1903 en cours de construction.
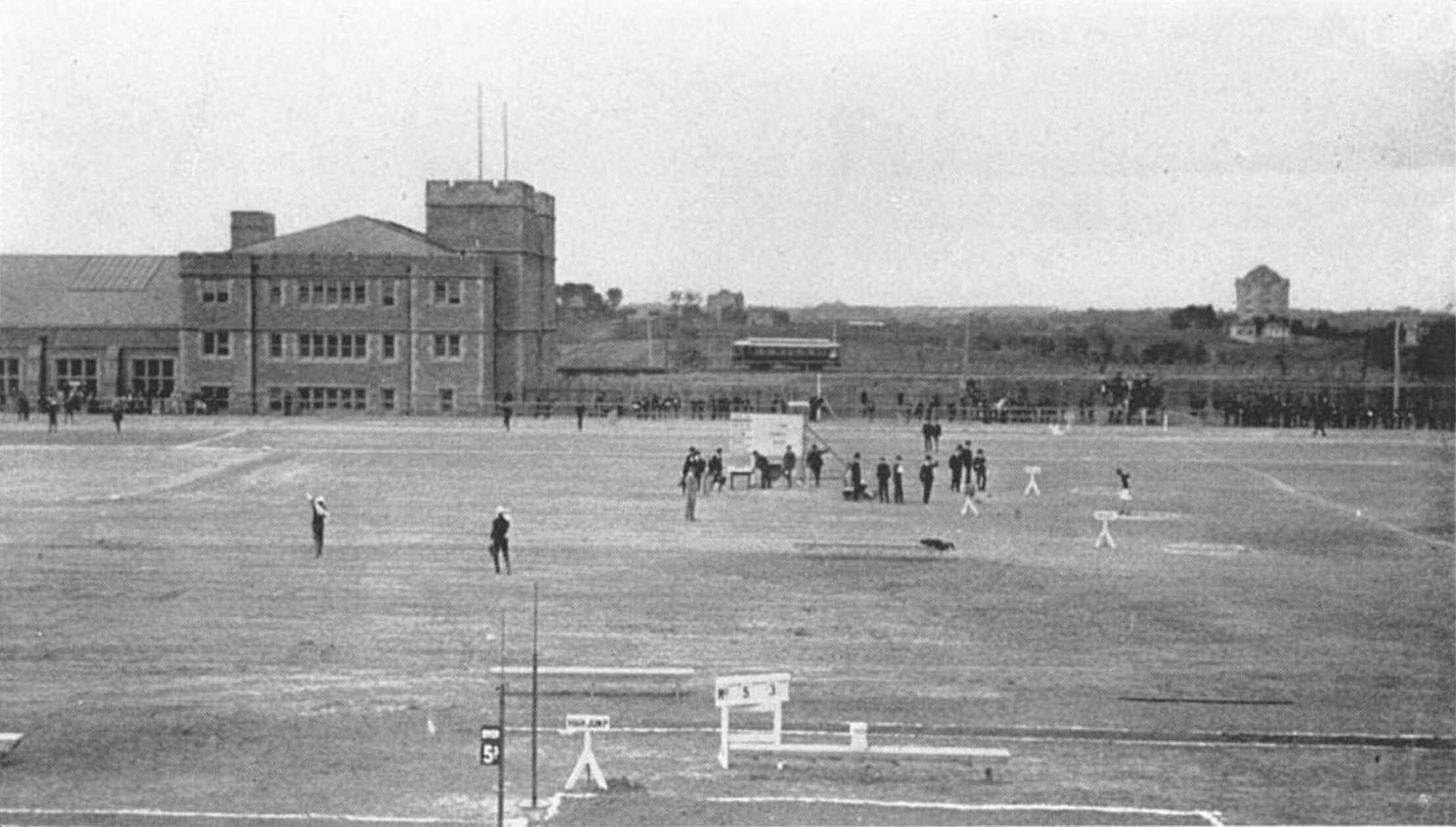
Le Francis Gymnasium en 1904 durant les Jeux olympiques.
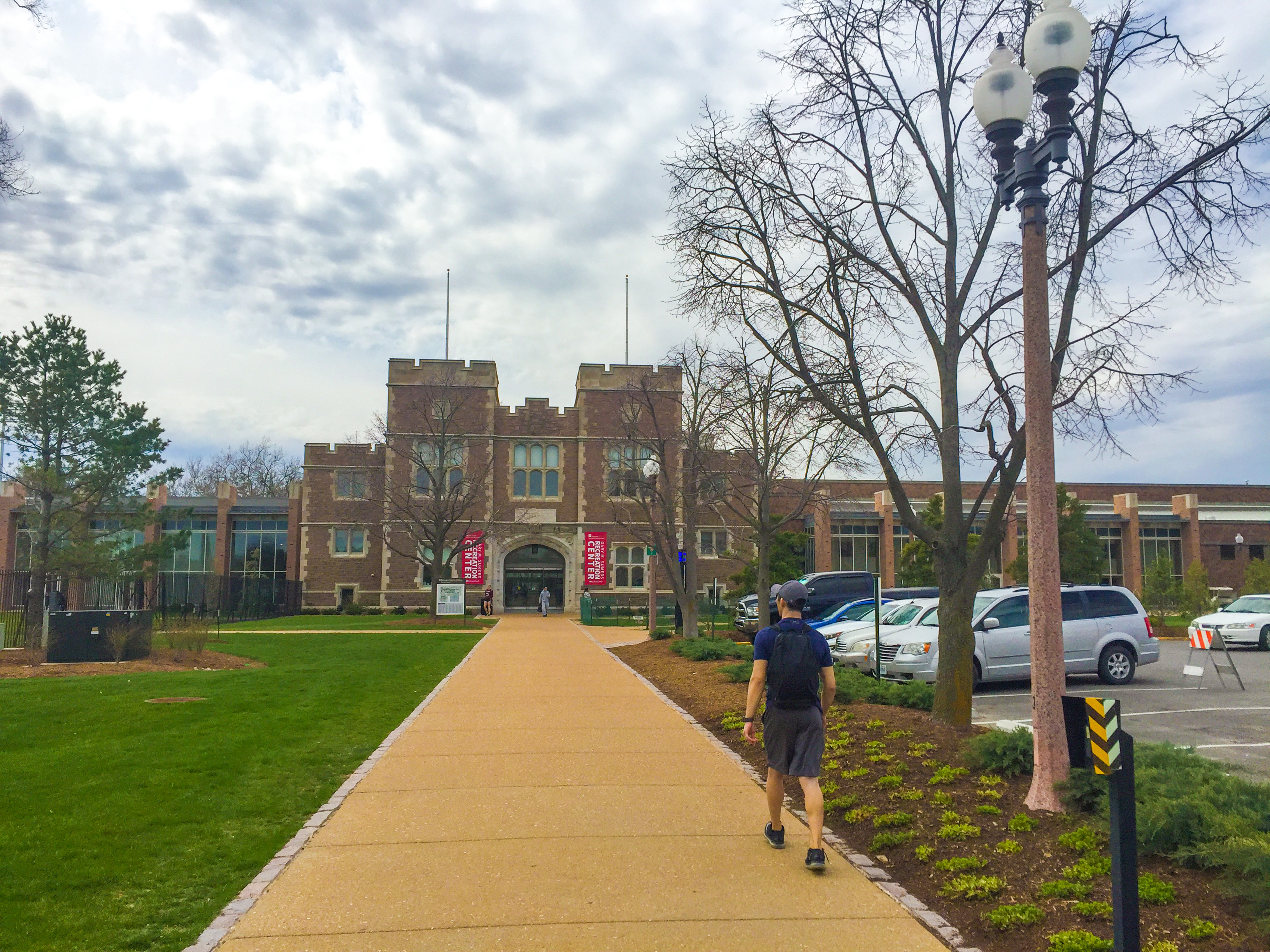
Le Francis Gymnasium en 2018.